# 東経19度線
東経19度線（とうけい19どせん）は、本初子午線面から東へ19度の角度を成す経線である。北極点から北極海、ヨーロッパ、地中海、アフリカ、大西洋、南極海、南極大陸を通過して南極点までを結ぶ。
東経19度線は、西経161度線と共に大円を形成する。

## 通過する地域一覧
東経19度線は、北極点から南極点まで南に向かって以下の場所を通っている。
| 地理座標                                             | 国土・領土・領海         | 備考                                                                                           |
| ---------------------------------------------------- | ------------------------ | ---------------------------------------------------------------------------------------------- |
| 北緯90度0分 東経19度0分 / 北緯90.000度 東経19.000度  | 北極海                   |                                                                                                |
| 北緯80度9分 東経19度0分 / 北緯80.150度 東経19.000度  | ノルウェー               | 北東島、スピッツベルゲン島（スヴァールバル諸島）                                               |
| 北緯78度5分 東経19度0分 / 北緯78.083度 東経19.000度  | バレンツ海               |                                                                                                |
| 北緯74度31分 東経19度0分 / 北緯74.517度 東経19.000度 | ノルウェー               | ビュルネイ島                                                                                   |
| 北緯74度23分 東経19度0分 / 北緯74.383度 東経19.000度 | 大西洋                   | ノルウェー海                                                                                   |
| 北緯70度11分 東経19度0分 / 北緯70.183度 東経19.000度 | ノルウェー               | 北クバル島（英語版）、リングバッス島（英語版）、クバル島（英語版）、トロムセ島（英語版）、本土 |
| 北緯68度31分 東経19度0分 / 北緯68.517度 東経19.000度 | スウェーデン             |                                                                                                |
| 北緯63度12分 東経19度0分 / 北緯63.200度 東経19.000度 | バルト海                 | ボスニア湾                                                                                     |
| 北緯59度54分 東経19度0分 / 北緯59.900度 東経19.000度 | スウェーデン             |                                                                                                |
| 北緯59度42分 東経19度0分 / 北緯59.700度 東経19.000度 | バルト海                 | ゴツカ・サンド島（ スウェーデン）のすぐ西を通過                                                |
| 北緯57度55分 東経19度0分 / 北緯57.917度 東経19.000度 | スウェーデン             | ゴットランド島                                                                                 |
| 北緯57度46分 東経19度0分 / 北緯57.767度 東経19.000度 | バルト海                 |                                                                                                |
| 北緯54度21分 東経19度0分 / 北緯54.350度 東経19.000度 | ポーランド               |                                                                                                |
| 北緯49度24分 東経19度0分 / 北緯49.400度 東経19.000度 | スロバキア               |                                                                                                |
| 北緯48度3分 東経19度0分 / 北緯48.050度 東経19.000度  | ハンガリー               | ブダペストのすぐ西を通過                                                                       |
| 北緯45度57分 東経19度0分 / 北緯45.950度 東経19.000度 | セルビア                 |                                                                                                |
| 北緯45度33分 東経19度0分 / 北緯45.550度 東経19.000度 | クロアチア               | 約16km                                                                                         |
| 北緯45度24分 東経19度0分 / 北緯45.400度 東経19.000度 | セルビア                 | 約4km                                                                                          |
| 北緯45度22分 東経19度0分 / 北緯45.367度 東経19.000度 | クロアチア               |                                                                                                |
| 北緯44度51分 東経19度0分 / 北緯44.850度 東経19.000度 | ボスニア・ヘルツェゴビナ |                                                                                                |
| 北緯43度32分 東経19度0分 / 北緯43.533度 東経19.000度 | モンテネグロ             | 約13km                                                                                         |
| 北緯43度24分 東経19度0分 / 北緯43.400度 東経19.000度 | ボスニア・ヘルツェゴビナ | 約14km                                                                                         |
| 北緯43度16分 東経19度0分 / 北緯43.267度 東経19.000度 | モンテネグロ             |                                                                                                |
| 北緯42度9分 東経19度0分 / 北緯42.150度 東経19.000度  | 地中海                   |                                                                                                |
| 北緯30度16分 東経19度0分 / 北緯30.267度 東経19.000度 | リビア                   |                                                                                                |
| 北緯22度2分 東経19度0分 / 北緯22.033度 東経19.000度  | チャド                   |                                                                                                |
| 北緯8度59分 東経19度0分 / 北緯8.983度 東経19.000度   | 中央アフリカ             |                                                                                                |
| 北緯8度46分 東経19度0分 / 北緯8.767度 東経19.000度   | チャド                   |                                                                                                |
| 北緯8度31分 東経19度0分 / 北緯8.517度 東経19.000度   | 中央アフリカ             |                                                                                                |
| 北緯4度44分 東経19度0分 / 北緯4.733度 東経19.000度   | コンゴ民主共和国         |                                                                                                |
| 南緯8度0分 東経19度0分 / 南緯8.000度 東経19.000度    | アンゴラ                 |                                                                                                |
| 南緯17度50分 東経19度0分 / 南緯17.833度 東経19.000度 | ナミビア                 |                                                                                                |
| 南緯28度54分 東経19度0分 / 南緯28.900度 東経19.000度 | 南アフリカ共和国         | 北ケープ州 西ケープ州                                                                          |
| 南緯34度20分 東経19度0分 / 南緯34.333度 東経19.000度 | 大西洋                   |                                                                                                |
| 南緯60度0分 東経19度0分 / 南緯60.000度 東経19.000度  | 南極海                   |                                                                                                |
| 南緯69度56分 東経19度0分 / 南緯69.933度 東経19.000度 | 南極大陸                 | ドローニング・モード・ランド（ ノルウェーが領有権を主張）                                      |